# Палац Говорова-Топалова у Танковому
Садиба Говорова-Топалова — садиба в селі Бююк-Сюйрен (Танкове) Бахчисарайського району Автономної Республіки Крим.

## Опис
В архітектурі будівлі змішалися східні мотиви та риси, характерні для німецьких замків, що надає будинку казкового вигляду. З декоративних елементів садибного будинку особливою витонченістю виділяються дерев'яні елементи: карнизи та колони.
За деякими даними, будівля, що збереглася до наших днів, — це флігель старовинного маєтку, що вцілів у радянський період завдяки дитячому будинку, який розміщувався в приміщеннях колишньої садиби Говорова.
Нині його займає інтернат для обдарованих дітей із навчанням англійською, російською та турецькою мовами.
Після окупації навчальний заклад залишили усі турецькі викладачі.

## Історія
Садиба Говорових у долині річки Бельбек була побудована наприкінці XIX — на початку XX століття власником маєтку Біюк-Сюрень (Танкове) А. Н. Говоровим.
На жаль, не пережив 1922 рік дуб, що зростав у дворі маєтку. Це була велетенська рослина, стовбур якої в період розквіту досягав 11,5 метрів, а під її кроною змогли б сховатися близько 3 тисяч людей. Ще наприкінці XVIII століття Петро Симон Паллас охрестив дуб «найбільшим деревом у всьому Криму», а садівник Л. П. Симеренко при визначенні віку гіганта назвав його «найстарішим деревом у Європі», оскільки йому було не менше 1500 років. «Говорівський дуб», який вважався одним із природних чудес Криму, став жертвою перших років радянської влади.

## Галерея

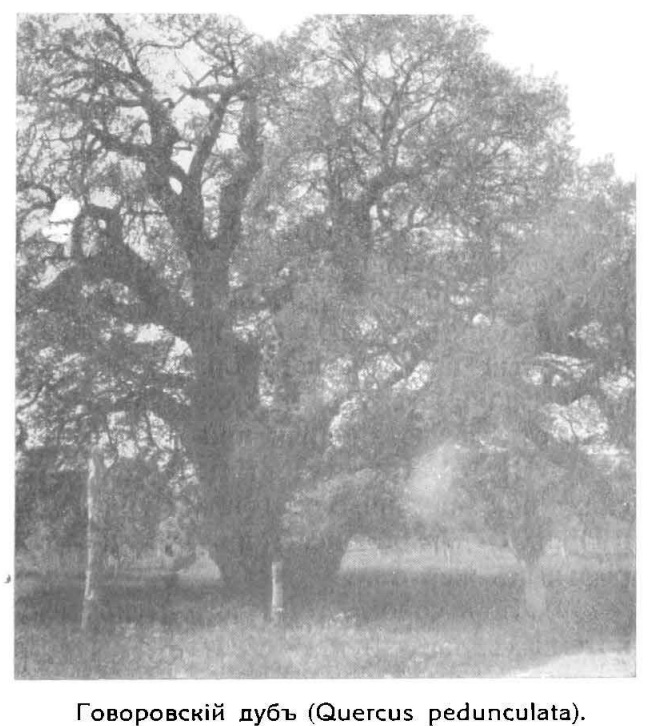
Говоровський дуб, 1912 рік
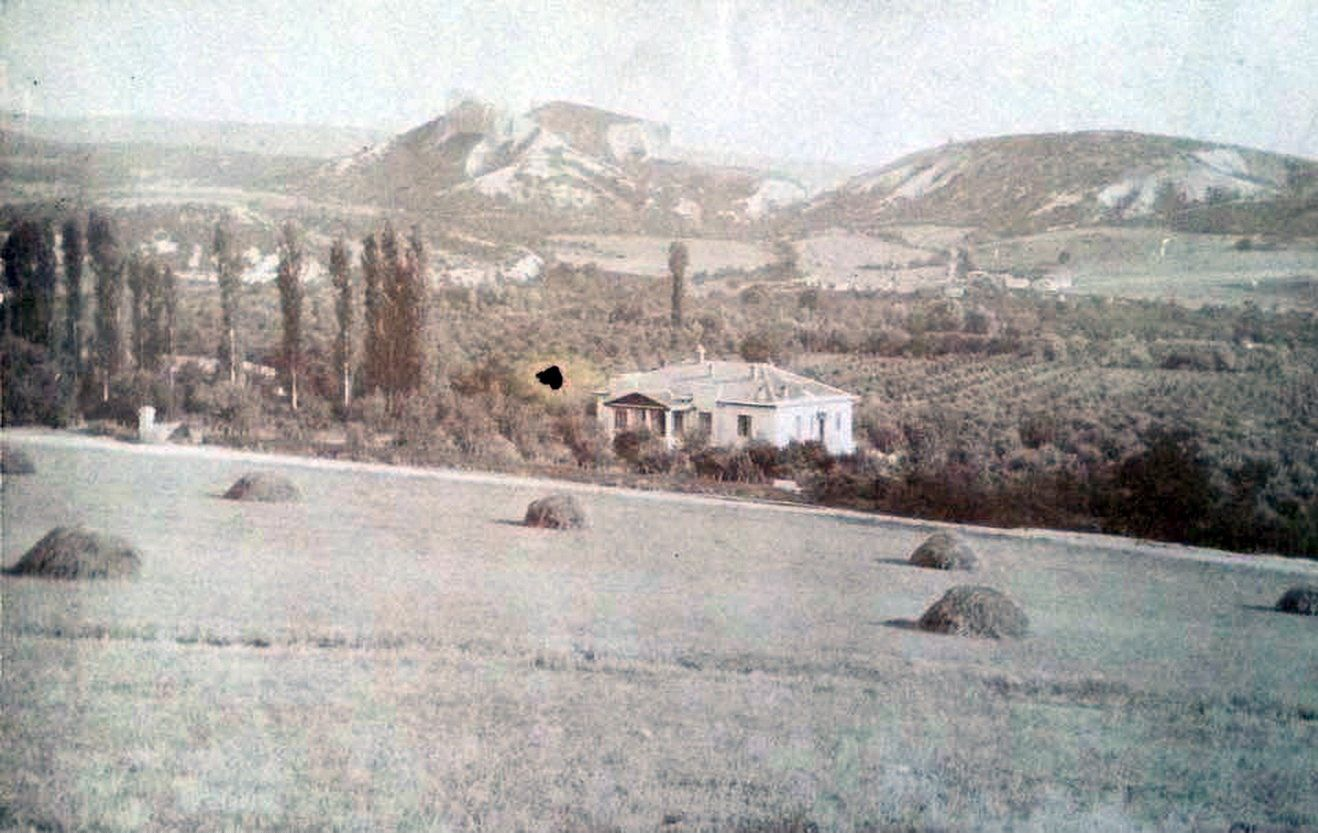
Бююк-Сюйрен, близько 1915 року.
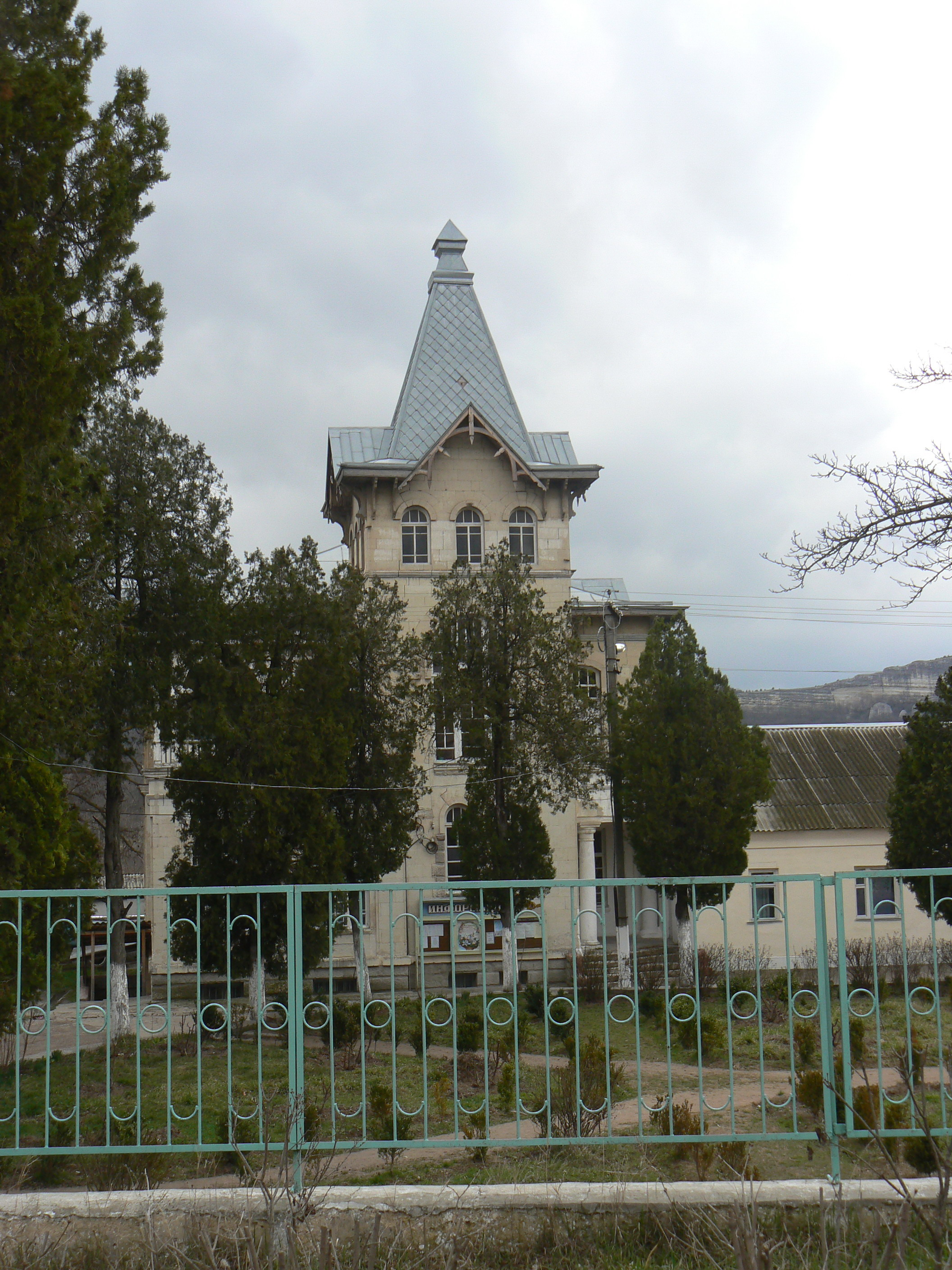
2009 рік
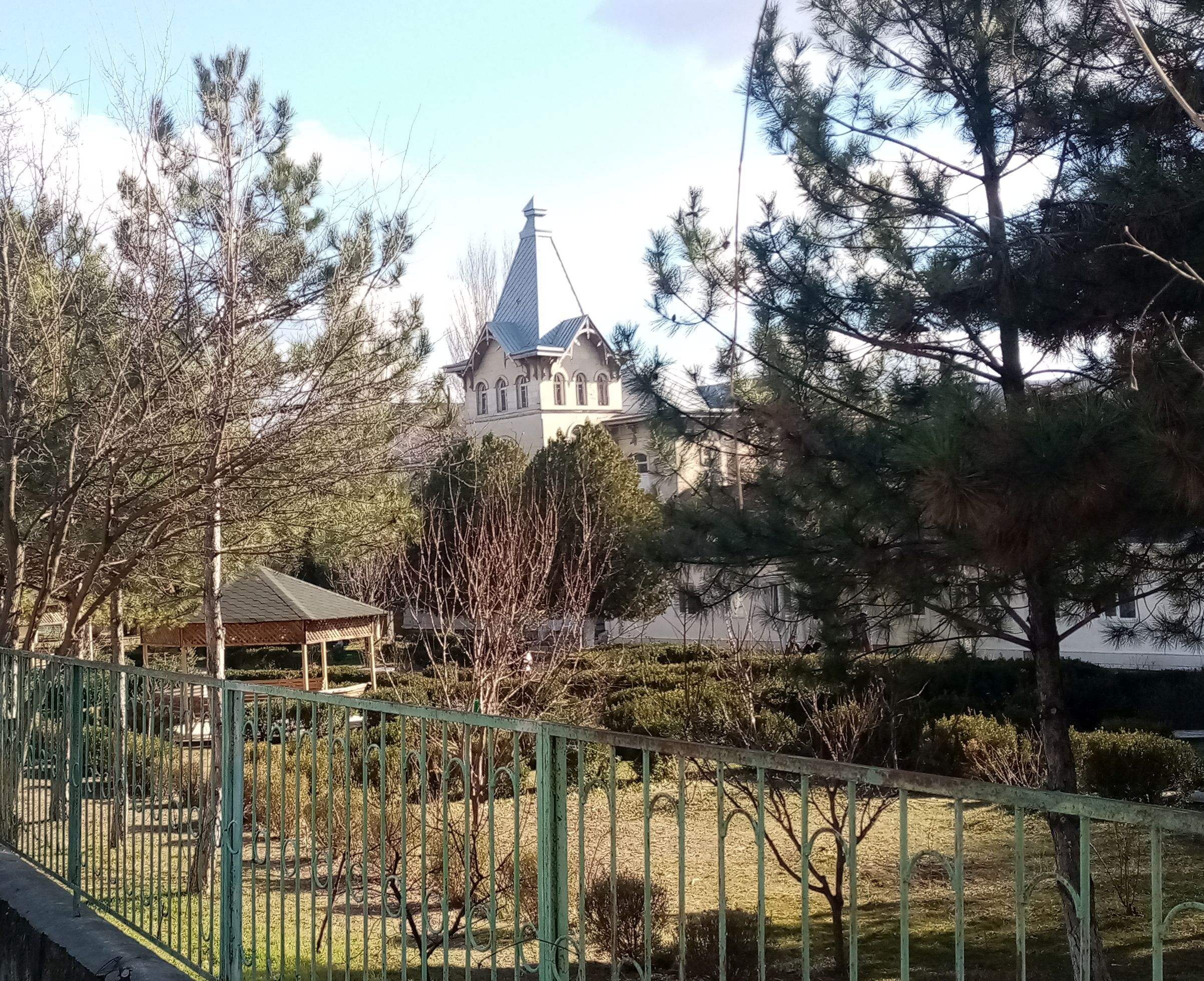
2023 рік